# Saint-Denis-de-Gastines
Saint-Denis-de-Gastines är en kommun i departementet Mayenne i regionen Pays de la Loire i nordvästra Frankrike. Kommunen ligger i kantonen Ernée som tillhör arrondissementet Mayenne. År 2022 hade Saint-Denis-de-Gastines 1 440 invånare.

## Befolkningsutveckling
Antalet invånare i kommunen Saint-Denis-de-Gastines
| Referens: INSEE |